# Liste der Kulturdenkmäler in Ehlenz
In der Liste der Kulturdenkmäler in Ehlenz sind alle Kulturdenkmäler der rheinland-pfälzischen Ortsgemeinde Ehlenz aufgeführt. Grundlage ist die Denkmalliste des Landes Rheinland-Pfalz (Stand: 27. Juni 2022).

## Denkmalzonen
| Bezeichnung                        | Lage                                  | Baujahr         | Beschreibung | Bild            |
| ---------------------------------- | ------------------------------------- | --------------- | --- | --------------- |
| Denkmalzone Hauptstraße/Großenberg | Hauptstraße 15, 16, Großenberg 1 Lage | 19. Jahrhundert | Gruppe von Bauernhäusern aus dem 19. Jahrhundert an der Kreuzung von Hauptstraße mit Großenberg und Kirchstraße Nr. 15: bezeichnet 1837, Scheune 1913; Großenberg 1: Schmiede um 1825; Nr. 16: Streckhof, Mitte des 19. Jahrhunderts, Wirtschaftsgebäude um 1920, Holzschuppen | Fotos hochladen |

## Einzeldenkmäler
| Bezeichnung                            | Lage                                           | Baujahr                              | Beschreibung | Bild                           |
| -------------------------------------- | ---------------------------------------------- | ------------------------------------ | --- | ------------------------------ |
| Katholische Pfarrkirche St. Pankratius | Kirchstraße 4b Lage                            | 1885/86                              | spätromanischer Turm, Schiff 1885/86, Architekt Peter Josef Julius Wolff, Erweiterungsbau 1960, Architekt Hans Geimer, Bitburg; in der Kirchhofsmauer Grabkreuze von der Mitte des 18. Jahrhunderts bis ins spätere 19. Jahrhundert, Schlussstein; nördlich der Kirche Kriegerdenkmal 1914/18, barockes Kruzifix | weitere Bilder Fotos hochladen |
| Wegekreuz                              | Hauptstraße Lage                               | 1639                                 | Wegekreuz; Sattelstein bezeichnet 1639, Abschlusskreuz um die Mitte des 18. Jahrhunderts | Fotos hochladen                |
| Hofanlage                              | Hauptstraße 26 Lage                            | 1768                                 | Flurküchenhaus, bezeichnet 1768, Erweiterung unter Verwendung älterer Teile (um 1600, 18. Jahrhundert, Türsturz bezeichnet 1763), Stallscheune um 1930 | Fotos hochladen                |
| Hofanlage                              | Hauptstraße 34 Lage                            | 1840                                 | Streckhof; breitgiebeliges Wohnhaus bezeichnet 1840, Ställe und Scheune, bezeichnet 1831, weiterer Stall und Schmiede vom Ende des 19. Jahrhunderts | BW                             |
| Hofanlage                              | Hauptstraße 35 Lage                            | Mitte des 18. Jahrhunderts           | Winkelhof; breitgiebeliges Flurküchenhaus, Backhaus, ebenerdiger Keller, Mitte des 18. Jahrhunderts, Scheune und Stall um die Mitte des 19. Jahrhunderts | Fotos hochladen                |
| Hofanlage                              | Heilenbacher Straße 10 Lage                    | 1734                                 | Hofanlage; Wohnhaus bezeichnet 1734, ehemaliges Mühlengebäude, zweite Hälfte des 19. Jahrhunderts | Fotos hochladen                |
| Wohnhaus                               | Oberweilerer Straße 15 Lage                    | 1848                                 | dreiachsiges Wohnhaus, bezeichnet 1848 | BW                             |
| Wegekreuz                              | nördlich des Ortes Lage                        | 1781                                 | Schaftkreuz, bezeichnet 1781 | BW                             |
| Wegekreuz                              | nordwestlich des Ortes Lage                    | letztes Viertel des 18. Jahrhunderts | Schaftkreuz, letztes Viertel des 18. Jahrhunderts | Fotos hochladen                |
| Römischer Keller                       | nordwestlich des Ortes Lage                    | 2. bis 4. Jahrhundert                | Reste eines römischen Gebäudes; Rotsandsteinmauerwerk, um 1840 überwölbt | BW                             |
| Wegekreuz                              | südlich des Ortes an der Gemarkungsgrenze Lage | 1787                                 | Wegekreuz, bezeichnet 1787 | BW                             |